# Chamaeleo laevigatus
Chamaeleo laevigatus este o specie de cameleon din genul Chamaeleo, familia Chamaeleonidae, ordinul Squamata, descrisă de Gray 1863. Conform Catalogue of Life specia Chamaeleo laevigatus nu are subspecii cunoscute.